# Класификација морских риба Јадрана
Према последњим подацима у Јадрану је досада забележено 434 врста риба:
- 380 врста кошљориба (Osteichthyes, tj. Actinopterygi)
- 52 врсте рушљориба (Chondrichthyes)
- 2 врсте колоустих риба (Cyclostomata)

Забележене врсте су сврстане у 131 породицу и 287 родова.
Број ендемита је 6 и то су:
- Јадранска јесетра (Acipenser naccarii)
- Syngnathus taenionotus
- Gobius kolombatovici
- Knipowitschia panizzae
- Pomatoschistus canestrini
- Speleogobius trigloides.

Забележено је и 9 миграционих врста
- Сребрна плотица (лат. Pampus argenteus)
- Полукљунаста иглица
- Афричка полетуша-ластавица
- Оштрозуби морски гуштер
- Тупоусна баракуда
- Наранџаста пегава керња
- Риба сапунара
- Афрички косторог (лат. Stephanolepis diaspros)
- Мраморна бодљикава риба (лат. Siganus rivulatus)

## Породице јадранских риба
- - PETROMYZONTIFORMES Petromyzontidae
  - ACIPENSERIFORMES Acipenseridae
  - CLUPEIFORMES Clupeidae
  - SALMONIFORMES Salmonidae, Coregonidae, Thymalidae
  - ANGUILIFORMES Anguillidae
  - ESOCIFORMES Umbridae, Esocidae
  - GADIFORMES Gadidae
  - CYPRINODONTIFORMES Cyprinodontidae, Poecillidae
  - CYPRINIFORMES Balitoridae, Cobitidae, Cyprinidae
  - PERCIFORMES Blennidae, Gobiidae, Centrarchidae, Percidae, Mugilidae, Serranidae, Sparidae)
  - SCORPENIFORMES Cotidae
  - SILURIFORMES Ictaluridae (Ameiuridae), Siluridae

## Acipenseridae
- - Јадранска јесетра (лат. Acipenser naccarii)
  - Атлантска јесетра (штирјун) (лат. Acipenser sturio), Linnaeus, 1758

## Apogonidae
- - Кардинал (лат. Apogon imberbis)

## Alopiidae
- - Пас лисица (лат. Alopias vulpinus)

## Anguillidae
- - Јегуља (лат. Anguilla anguilla)

## Argentinidae
- - Сребрњак (лат. Argentina sphyraena), Linneaus, 1758
  - Сребрњак окац (лат. Glossanodon leioglossus), Valenciennes, 1848

## Atherinidae
- - Гавун лат. ), Risso, 1810
  - Олига лат. ), Risso, 1810

## Balistidae
- - Косторог (лат. Balistes carolinensis), Gmelin, 1789

## Belonidae
- - Иглица (лат. Belone belone belone), Linnaeus, 1761

## Blenniidae
- - Бабица бабарога (лат. Parablennius tentacularis), Brünnich, 1768
  - Бабица балавица (лат. Parablennius sanguinolentus), Pallas, 1814
  - Бабица буљоока (лат. Lipophrys trigloides)
  - Бабица црноглава (лат. Lipophrys nigriceps)
  - Бабица дубинска (лат. Blennius ocellaris), Linnaeus, 1758
  - Бабица јадранска (лат. Lipophrys adriaticus), Steindachner & Kolombatovic, 1883
  - Бабица јеленка (лат. Parablennius zvonimiri), Bath, 1968
  - Бабица јеленка бледица (лат. Parablennius incognitus)
  - Бабица кокошица (лат. Aidablennius sphynx), Valenciennes, 1836
  - Бабица кукмашица (лат. Lipophrys pavo)
  - Бабица пењачица (лат. Coryphoblennius galerita), Linnaeus, 1758
  - Бабица пругаста (лат. Parablennius rouxi), Cocco, 1833
  - Бабица рупичарка (лат. Lipophrys dalmatinus), Steindachner & Kolombatovic, 1883
  - Бабица зебрица (лат. Lipophrys basiliscus)
  - Бабица жутообразна (лат. Lipophrys canevai)
  -,Valenciennes, 1836
  -, 1810
  -, Valenciennes, 1836
  - Слингурица мркуља, Linnaeus, 1758
  - Гујоч (лат. Blennius gattorugine), Linnaeus, 1758

## Caproidae
- - Мали кљунаш (лат. Capros aper), Linnaeus, 1758
  - Трбушасти стрмек (лат. Carapus acus), Brünnich, 1768
  - Витки стрмек (лат. Echiodon dentatus), Cuvier, 1829

## Carangidae
- - Шњур мали (лат. Trachurus mediterraneus), Steindachner, 1868
  - Шњур велики (лат. Trachurus picturatus), Bowdich, 1825
  - Билизма (лат. Lichia amia),
  - Шњур, Linnaeus, 1758
  - Гоф,, Risso, 1810

## Carcharinidae
- - Пас мекаш (лат. Mustelus mustelus)

## Callionymidae
- - Црнопегави миш (лат. Callionymus maculatus), Rafinesque, 1810
  - Дубински миш (лат. Synchiropus phaeton), Günther, 1861

## Centracanthidae
- - Модрак (лат. Spcara maena), Rafinesque, 1810
  - Гира атлантска (лат. Centracanthus cirrus), Rafinesque, 1810
  - Гира оштруља (лат. Spicara maena), Linnaeus, 1758
  - Гира облица (лат. Spicara smaris), Linnaeus, 1758

## Centriscidae
- - Шљука (лат. Macroramphosus scolopax), Linnaeus, 1758

## Cepolidae
- - Црвени мачић (лат. Cepola rubescens), Linnaeus, 1766

## Citharidae
- - Патарача платушица (лат. Citharus linguatula) Linnaeus, 1758

## Clupeidae
- - Сардела, сардина (лат. Sardina pilchardus) Walbaum, 1792
  - Папалина (лат. parattus sparattus) Walbaum, 1792
  - Сардела велика (лат. Sardinella aurita) Valenciennes, 1847
  - Харинга, слеђ (лат. Clupea harengus)
  - Чепа

## Congridae
- - Угор Linnaeus, 1758
  - Угор главаш (лат. Gnathophis mystax), Delaroche, 1809)
  - Угор уснавац (лат. Gnathophis mystax)
  - Угор златни (лат. Ariosoma balearicum)

## Coryphaenidae
- - Лампуга (лат. Coryphaena hippurus), Delaroche, 1809

## Chlorophthalmidae
- - Зеленокац (лат. Chlorophthalmus agassizi), Bonaparte, 1840

## Cynoglossidae
- - Листић белац (лат. Symphurus nigrescens), Rafinesque, 1810

## Dasyatidae
- - Жуњ репаш (лат. Dasyatis centroura), Mitchill, 1815
  - Жуњ, Linnaeus, 1758

## Dactylopterida
- - Летећи кокот (лат. Dactylopterus volitans),Linnaeus, 1758

## Engraulidae
- - Инћун (лат. Engraulis encrasicolus)

## Gadidae
- - Бакалар (лат. Gadus morhua)
  - Мол, Linnaeus, 1758
  - Слепић (лат. Gadiculus argenteus argenteus), Guichenot, 1850
  - Молет (лат. Micromesistius poutassou), Risso, 1827
  - Табиња мркуља (лат. Phycis phycis)
  - Минтај (лат. Theragra chalcogramma)
  - Уготица, мол-пишммољчић (лат. Trisopterus minutus)

## Gobiidae
- - Главоч жутац (лат. Gobius auratus), Risso, 1810
  - Главоч бјелчић (лат. Gobius bucchichi), Steindachner, 1870
  - Гујоч плочар (лат. Gobius cobitis), Pallas, 1814
  - Гујоч кривоусти (лат. Gobius cruentatus), Gmelin,
  - Гујоч бели (лат. Gobius geniporus), Valenciennes, 1837
  - Гујоч блатар (лат. Gobius niger), Linnaeus, 1758
  - Главоч
  - Главоч четрипјег (лат. Deltentosteus quadrimaculatus), Valenciennes, 1837
  - Главочић велељускаш (лат. Lesueurigobius friesii),Malm, 1874
  - Главочић велељускаш трећоперац (лат. Thorogobius macrolepis), Kolombatovic, 1891
  - Гујоч траваш (лат. Zosterisessor ophiocephalus), Pallas, 1814
  - Главочић сићушни (лат. Pomatoschistus microps),Krøyer, 1838

## Labridae
- - Хинац сиви (лат. Symphodus cinereus), Bonnaterre, 1788
  - Подујка (лат. Symphodus mediterraneus), Linnaeus, 1758
  - Косирица мјесечица (лат. Symphodus melops), Linnaeus, 1758
  - Мартинка (лат. Symphodus ocellatus), Forsskål, 1775
  - Косирица (лат. Symphodus roissali), Risso, 1810
  - Дугоноска (лат. Symphodus rostratu), Bloch, 1791
  - Лумбрак (лат. Symphodus tinca), Linnaeus, 1758
  - Хинац дугопругац (лат. Symplodus), Crenilabrus, doderleini Jordan,1891
  - Пешац љускавац (лат. Acantholabrus palloni), Risso, 1810
  - Кнез, Linnaeus,1758
  - Лабра (лат. Crenilabrus tinca), Linnaeus, 1758
  - Врана (лат. Labrus merula), Linnaeus, 1758
  - Смоква (лат. Labrus bimaculatus), Linnaeus, 1758
  - Тропски кнез (лат. Lappanella fasciata), Cocco, 1833

## Lophiidae
- - Грдоба (лат. Lophius budegassa), Spinola, 1807
  - Грдоба пегава, Linnaeus, 1758

## Lotidae
- - Небеска пастрмка (лат. Molva macrophthalma), Rafinesque, 1810
  - Морска пастрмка (лат. Molva molva), Linnaeus, 1758
  - Угорова мајка мрка (лат. Gaidropsarus mediterraneus), Linnaeus, 1758
  - Угорова мајка пегава, Linnaeus, 1758
  - Угорова мајка зубата (лат. Antonogadus megalokynodon), Linnaeus, 1758

## Macrouridae
- - Миш, Risso, 1810
  - Танкорепац окач (лат. Hymenocephalus italicus), Giglioli, 1884

## Molidae
- - Буцањ (лат. Mola mola), Linnaeus, 1758

## Merlucciidae
- - Ослић (лат. Merluccius merluccius), Linnaeus, 1758

## Moronidae
- - Бранцин (лат. Dicentrarchus labrax), Linnaeus, 1758

## Muraenidae
- - Мурина (лат. Muraena helena), Linnaeus, 1758
  - Мурина црна (лат. Gymnothorax unicolor), Linnaeus, 1758

## Mugilidae
- - Ципол путник (лат. Chelon labrosus), Risso, 1827
  - Ципол златар (лат. Mugil auratus), Linnaeus, 1758
  - Ципол балавац (лат. Mugil capito), Linnaeus, 1758
  - Ципол мржњак (лат. Liza saliens), Risso, 1810
  - Ципол баташ (лат. Mugil cephalus), Linnaeus, 1758
  - Ципол плуташ (лат. Oedalechilus labeo), Cuvier, 1829
  - Барбун блаташ (лат. Mullus barbatus), Linnaeus, 1758
  - Барбун камењар (лат. Mullus surmuletus), Linnaeus, 1758

## Myctophidae
- - Светли аладин (лат. Lampanyctus crocodilus), Risso, 1810
  - Жабоглав виткорепи (лат. Gonichthys cocco), Cocco, 1829

## Myliobatidae
- - Голуб ћукан (лат. Pteromylaeus bovinus),Geoffroy St. Hilaire, 1817
  - Голуб (лат. Myliobatis aquila),Linnaeus, 1758

## Ophichthidae
- - Груј пескаш (лат. Echelus myrus), Linnaeus, 1758

## Ophidiidae
- - Хуј белац (лат. Ophidion barbatum),Linnaeus, 1758
  -,Linnaeus, 1758

## Petromyzontidae
- - Приморска пакалара лат. ),
  - Морска пакалара,

## Pleuronectidae
- - Иверак (лат. Platichthys Flesus)

## Rajidae
- - Ража, Lacepède, 1803
  - Ража бела (лат. Raja alba), Lacepède, 1803
  - Ража црнопега(лат. Raja montagui), Fowler, 1910
  - Ража црножига (лат. Raja polystigma), Lacepède, 1803
  - Ража волина (лат. Raja batis), Linnaeus, 1758
  - Ража каменица или бодљикава раја (лат. Raja clavata), Linnaeus, 1758
  - Ража клинка (лат. Raja oxyrinchus), Linnaeus, 1758
  - Ража модропега (лат. Raja miraletus), Lacepède, 1803
  - Ража смеђа (лат. Raja circularis), Couch, 1838
  - Ража тупонска (лат. Raja radula)
  - Ража шарка (лат. Raja undulata), Lacepède, 1803
  - Ража звездопегаста (лат. Raja asterias), Delaroche, 1809

## Serranidae
- - Кањац (лат. Serranus cabrilla), Linnaeus, 1758
  - Перка (лат. Serranus scriba), Linnaeus, 1758
  - Вучић (лат. Serranus hepatus), Linnaeus, 1758
  - Јера, Linnaeus, 1758
  - Керња (лат. Ephinephelus guaza), Linneaus,1758
  - Керња зубуша (лат. Ephinephelus caninus), Valenciennes, 1843)
  - Керња бела (лат. Epinephelus aeneus)
  - Керња главата (лат. Polyprion americanus)
  - Керња златаста (лат. Epinephelus alexandrinus)

## Sciaenidae
- - Крап, Linnaeus, 1758
  - Хама, Asso, 1801
  - Корба, Корбет (лат. Umbrina cirrosa), Linnaeus, 1758

## Scombridae
- - Паламида (лат. Sarda sarda),Bloch, 1793
  - Скуша (лат. Scomber scombrus), Linnaeus, 1758
  - Локарда (лат. Scomber japonicus), Gmelin, 1758

## Scophthalmidae
- - Потарача црнопрега (лат. Lepidorhombus boscii),Risso, 1810
  - Потарача оштронска (лат. Lepidorhombus whiffiagonis),Walbaum, 1792
  - Плат, Linnaeus, 1758
  - Облић квргаш (лат. Pseetta maxima),
  - Поклопац космати (лат. Phrynorhombus regius),Bonnaterre, 1788
  - Плоснатица бљедица (лат. Arnoglossus laterna), Walbaum, 1792
  - Плоснатица велеока (лат. Arnoglossus rueppellii), Cocco, 1844
  - Плоснатица барјактарка (лат. Arnoglossus thori, Kyle, 1913
  - Облић глатки (лат. Arnoglossus thori), Kyle, 1913

## Scorpaenidae
- - Шкрпун (лат. Scorpaena porcus),Linnaeus, 1758
  - Шкрпина (лат. Scorpaena scrofa),Linnaeus, 1758
  - Шкрпина ружичаста (лат. Scorpaena elongata), Cadenat, 1943
  - Бодеч црвени, шкрпиница Scorpaena notata}}),Rafinesque, 1810
  - Бодеч мали (лат. Scorpaena loppei)
  - Бодечњак (лат. Scorpaena maderensis), Cadenat, 1943
  - Бодечњак велики (лат. Helicolenus dactylopterus)

## Scyliorhinidae
- - Мачка бљедица (лат. Scyliorhinus canicula), Linnaeus, 1758
  - Мачка мркуља, Linnaeus, 1758
  - Мачка црноуста (лат. Galeus melastomus), Rafinesque, 1810

## Sebastidae
- - Бодљаста шкрпина (лат. Helicolenus dactylopterus), Delaroche, 1809

## Soleidae
- - Лист пикњавац (лат. Buglossidium luteum), Risso, 1810
  - Лист, Linnaeus, 1758
  - Лист пругавац (лат. Microchirus variegatus), Donovan, 1808
  - Лист храпавац (лат. Monochirus hispidus), Rafinesque, 1814
  - Лист брадавичар (лат. Pegusa lascaris), Bennett, 1831
  - Лист црноруби (лат. Solea kleinii), Risso, 1827
  - Лист јадрански (лат. Solea impar), Bennett 1831
  - Лист носати
  - Лист пегави (лат. Microchirus ocellatus), Fowler, 1936
  - Лист пругавац (лат. Microchirus variegatus)
  - Лист египатски (лат. Solea aegyptica)

## Sparidae
- - Салпа (лат. Sarpa salpa, лат. Boops salpa), Linnaeus, 1758
  - Орада (лат. Sparus auratus), Linnaeus, 1758
  - Буква (лат. Boops boops), Linneaus, 1758
  - Батоглавац (лат. Pagellus acarne),Risso, 1827
  - Руменац окан (лат. Pagellus bogaraveo),Brünnich, 1768
  - Арбун (лат. Pagellus erythrinus),Linnaeus, 1758
  - Пагар барјактар (лат. Pagrus caeruleostictus),Valenciennes, 1830
  - Пагар (лат. Pagrus pagrus),Linnaeus, 1758
  - Пиц мали (лат. Puntazzo puntazzo), Cetti 1777,
  - Зубатац (лат. Dentex dentex), Linnaeus, 1758
  - Зубатац крунаш (лат. Dentex gibbosus), Rafinesque, 1810
  - Зубачић румени (лат. Dentex macrophthalmus), Bloch, 1791
  - Шпар, Linnaeus, 1758
  - Пиц, Cetti, 1777
  - Сараг (лат. Diplodus sargus), Linnaeus, 1758
  - Фратар (лат. Diplodus vulgaris), Geoffroy St. Hilaire, 1817
  - Луц, Rafinesque, 1810
  - Укљата (лат. Oblada melanura), Linnaeus, 1758
  - Мрмор (лат. Lithognathus mormyrus), Linnaeus, 1758
  - Кантор (лат. Spondyliosoma cantharus), Linnaeus, 1758

## Sphyraenidae
- - Шкарам (лат. Sphyraena sphyraena), Linnaeus, 1758

## Sternoptychidae
- - Сребрна секира (лат. Argyropelecus hemigymnus), Cocco, 1829

## Stromateidae
- - Фига, Фијатун (лат. Stromateus fiatola), Linnaeus, 1758

## Syngnathidae
- - Шило, Linnaeus, 1758
  - Шило зелено (лат. Syngnathus typhle), Linnaeus, 1758
  - Шило црнобоко (лат. Syngnathus taenionotus)
  - Шило драчаво (лат. Syngnathus phlegon)
  - Шило краткокљуно
  - Шило облокљуно
  - Шило танкокљуно
  - Морски коњић (лат. Hippocampus gittulatus), Leach, 1814

## Squalidae
- - Костељ, морски пас (лат. Squalus acanthias), Linneaus, 1758
  - Костељ Властелин, морски пас (лат. Squalus blainvillei), Risso, 1827
  - Анђео (лат. Squatina squatina), Linnaeus, 1758

## Trachichthyidae
- - Слузоглавка средоземна (лат. Hoplostethus mediterraneus), Cuvier, 1829

## Trachinidae
- - Паук бели, Драгана (лат. Trachinus lineatus), Linnaeus 1758
  - Паук црни (лат. Trachinus radiatus), Cuvier 1829
  - Паук жути (лат. Trachinus vipera), Cuvier 1829

## Triakidae
- - Пас бутор (лат. Galeorhinus galeus), Linnaeus, 1758
  - Модруљ (лат. Mustelus mustelus),Linnaeus, 1758
  - Пас мекуш (лат. Mustelus asterias), Cloquet, 1821

## Tripterygiidae
- - Црвени петлић (лат. Tripterygion melanurus minor), Guichenot 1845
  - Петлић (лат. Tripterygion tripteronotus), Risso, 1810

## Triglidae
- - Кокотић блиједац (лат. Chelidonichthys cuculus), Linnaeus, 1758
  - Кокотић главаш (лат. Chelidonichthys lastoviza), Bonnaterre, 1788
  - Ластавица (лат. Chelidonichthys lucerna), Linnaeus, 1758
  - Кокотић плави (лат. Chelidonichthys obscurus), Bloch & Schneider, 1801
  - Кокотић храпавац (лат. Lepidotrigla cavillone), Lacepède, 1801
  - Кокотић (лат. Trigla lucerna), Linnaeus
  - Кокотић сивац (лат. Trigla gurnadus), Linnaeus 1758

## Torpedinidae
- - Дрхтуља мраморна (лат. Torpedo marmorata), Risso 1810
  - Дрхтуља љубичаста (лат. Torpedo nobiliana), Bonaparte, 1835
  - Дрхтуља обична (лат. Torpedo torpedo), Linnaeus 1758

## Uranoscopidae
- - Бежмак (лат. Uranoscopus scaber), Linnaeus 1758

## Xiphiidae
- - Иглун лат. ), Linnaeus 1758

## Zeidae
- - Шанпјер (лат. Zeus faber), Linnaeus 1758
  - Шанпјер крунаш (лат. Zenopsis nebulosa)
  - Шанпјер амерички (лат. Zenopsis conchifera)